# Aventine
Aventine er det andet studiealbum fra den danske singer-songwriter Agnes Obel, der udkom den 30. september 2013 på PIAS Recordings. Albummet følger på Agnes Obels anmelderroste debutalbum Philharmonics (2010), der blev en kommerciel succes med 450.000 solgte eksemplarer i Europa. Aventine er indspillet i Agnes Obels eget studie i Berlin, hvor hun har været bosat siden 2006.

## Spor
Alt tekst og musik er skrevet og arrangeret af Agnes Obel.
1. "Chord Left
2. "Fuel to Fire"
3. "Dorian"
4. "Aventine"
5. "Run Cried the Crawling"
6. "Tokka"
7. "The Curse"
8. "Pass Them By"
9. "Words Are Dead"
10. "Fivefold"
11. "Smoke & Mirrors"

## Hitlister
| Hitliste (2013)               | Højeste hitlisteplacering |
| ----------------------------- | ------------------------- |
| Østrig (Ö3 Austria)           | 31                        |
| Belgien (Ultratop Flanderen)  | 1                         |
| Belgien (Ultratop Vallonien)  | 2                         |
| Danmark (Album Top-40)        | 1                         |
| Holland (Album Top 100)       | 5                         |
| Frankrig (SNEP)               | 2                         |
| Tyskland (Offizielle Top 100) | 24                        |
| Irland (IRMA)                 | 38                        |
| Norge (VG-lista)              | 23                        |
| Polen (ZPAV)                  | 46                        |
| Schweiz (Schweizer Hitparade) | 9                         |
| UK Albums (OCC)               | 63                        |
| US Billboard Top Heatseekers  | 28                        |

| Htiliste (2013)                    | Placering |
| ---------------------------------- | --------- |
| Belgian Albums (Ultratop Flanders) | 50        |
| Belgian Albums (Ultratop Wallonia) | 28        |
| French Albums (SNEP)               | 48        |

| Hitliste(2014)                     | Placering |
| ---------------------------------- | --------- |
| Belgian Albums (Ultratop Flanders) | 85        |
| Belgian Albums (Ultratop Wallonia) | 52        |
| French Albums (SNEP)               | 103       |